# Henry Meyer
Henry W. Meyer (Dresden, 1923 - Estats Units, 18 de desembre de 2006) va ser un reconegut violinista i membre fundador del quartet La Salle que va sobreviure a l'extermini i a l'holocaust nazi durant la seva joventut, perdent a la seva família, i intentant sobreviure en moltes ocasions amb l'ajuda de terceres persones.

## Biografia
Henry Meyer va néixer l'any 1923 dins d'una família jueu-alemanya amb tradició musical, ja que el seu pare era violinista i violista i la seva mare i el seu germà tocaven el piano. Tant Henry com el seu germà Fritz, van ser considerats nens prodigis degut a les seves nombroses qualitats musicals, Henry només amb 8 anys ja tocava amb l'Orquestra Filharmònica de Dresden.

### Ascens dels Nazis al poder
Quan els nazis es van instaurar al poder amb les seves polítiques antisemites, la vida de Henry i de tota la seva família es va veure involucrada directe i indirectament a les conseqüències del règim. El que van pensar que seria una cosa passatgera va acabar canviant les seves vides completament.
Al cap de poc, els estudis de Henry es van paralitzar, va haver de deixar l'escola i al cap de poc les classes de violí que rebia en mans del concertino de l'orquestra del teatre de l'òpera, perquè els nazis es van anar apoderant dels béns familiars deixant-los en una situació financera bastant precària. Amb el pas del temps, Henry anava veient com companys seus es mudaven a altres llocs per escapar de la situació.
Per compensar aquesta situació, el 1936 la familia de Henry es va traslladar a Praga per així poder continuar amb els seus estudis musicals. La seva estancia a Praga va durar dos anys.

### Nit dels vidres trencats i primer camp de concentració
Henry Meyer, després de la seva estada temporalment fugaç a Praga, el 9 de novembre de 1938, retorna a Dresden per un concert conicidint fatalment amb la nit dels vidres trencats "Kristallnacht", nit en què la població jueva que vivia a Alemanya va patir els atacs reiterats a mans de les tropes d'assalt de les SS conjuntament amb la població civil.
Aquella mateixa nit, Henry va ser arrestat i enviat al camp de concentració de Buchenwald, del qual va sortir-hi poques setmanes després i posteriorment va enfilar rumb a Berlin per formar part de l'orquestra Kulturbund fins que finalment i dins del creixent bloqueig nazi a la societat jueva també va ser destapada per les autoritats.

### Deportacions i mort de la seva família
El gener de 1942, els pares de Henry van ser deportats a Riga, desgraciadament la seva mare va morir. El seu pare en vida va ser traslladat a Dachau on finalment també va morir. Aquests fets tant tràgics van donar un gir important a les vides de Henry i Fritz, que van aguantar com van poder a Dresden les continues intursions amb les que van ser sotmesos per les tropes de les SS i sobrevivint amb les feines que anaven trobant.

### Auschwitz, la seva segona vida
Com la resta de persones que van ser traslladades als camps de concentració, el 1943 Henry i el seu germà Fritz van arribar al camp de concentració d'Auschwitz després de viatjar en les pitjors de les situacions: sense menjar, sense aigua, apilonats en vagons de càrrega i freqüentment maltractats pels soldats.
A les poques setmanes de la seva arribada a Auschwitz, el germà de Henry, Fritz, va desaparèixer, un indici segur de la seva mort. Henry, malalt, va ser enviat a la infermeria, l'última parada abans del crematori. El que no sabia Meyer és que aquella última parada per ell supondria la salvació. Ell sabia que l'endemà al matí de la seva estada a la infermeria el portarien a les cambres de gas. El metge de la presó va començar a conversar amb Henry, preguntant-li sobre el seu passat, què havia fet abans de la guerra. Doncs així va ser, li va començar a explicar que era un violinista procedent de Drensen que havia estudiat allà a Praga i a Berlin i que ja des de jovenet havia tocat de solista en orquestres com l'Orquestra de Kulturbund, que el 1937 havien tocat a Breslau, ciutat procedent del metge. El metge, amant de la música i recordant aquell gran concert al qual havia assistit, va decidir salvar-li la vida. Abans que arribéssin els oficials de les SS, el metge va canviar el número de Henry per la d'un cadàver, convertint-lo així en invisible. Henry aquell dia va tornar a néixer.
Per ser un violinista molt ben capacitat el van traslladar al camp de concentració de Biekenau on tocaria amb l'orquestra. No només tocava marxes per quan els presoners anaven i tornaven de treballar si no que també tocaven música de jazz i swing en exigència dels soldats de les SS per les seves festes nocturnes. Reflexionant en la seva etapa i formació musical pre-nazi i la seva època en la Kulturbund, Henry de la seva estada a Birkenau va dir amb un cert cinisme: " aquella va ser la meva tercera carrera musical i així vaig aconseguir sobreviure".
La tardor del 1944, quan l'exèrcit roig s'apropava al camp, Henry va ser traslladat a Sachsenhausen per uns dies, després a Buchenwald i finalment a un petit camp de concentració satèl·lit, Ohrdruf.
De retorn al camp de Buchenwald on els anaven a matar ja a finals de la guerra (primavera del 1944), Henry juntament amb tres presoners més van aconseguir escapar-se, i va estar amagat durant set dies en un bosc. Seguidament va aconseguir escapar-se i arribar en el front nord-americà, on va ser ben tractat.
Al cap de poc el van enviar a Paris, on hi va viure durant tres anys a l'espera de realitzar el seu somni i poder marxar als Estats Units.

### París
En la seva estada a Paris, Henry a l'espera de marxar als Estats Units, va poder reprendre la seva vida amb normalitat i amb ella poder tornar a fer classes de violí amb el professor George Enescu, compositor i violinista.

## Estats Units - Quartet LaSalle
El 1948 Henry Meyer va rebre una beca de l'Escola de Música Julliard i va poder realitzar el seu somni d'emigrar als Estats Units, on va poder conèixer als que després serien els seus companys amb els que van fundar el quartet de corda LaSalle i a on es va consolidar com un excel·lent intèrpret de música de cambra. També es va convertir en un mestre de mestres treballant durant més de vint-i-cinc anys a la Universitat de Cincinnati, College-Conservatory of Music.

### Quartet LaSalle
Quartet actiu des de l'any 1946 fins al 1987. El nom del quartet ve atribuït a un apartament al carrer La Salle, a Manhattan, on vivien alguns dels membres als seus inicis. El quartet LaSalle va ser el primer quartet resident de la Universitat de Cincinnati, i durant la seva vida activa van realitzar un total de 60 gires internacionals.
Dins del seu repertori destaca la recopilació de la obra completa de cambra d'Arnold Schönberg, Alban Berg i Anton Webern, enregistrades per la famosa discogràfica Deutsche Grammaphon, però aquest quartet comptava amb un ampli repertori en el que també estava inclosa la literatura clàssica i romàntica i altres compositors més contemporanis com John Cage i György Ligeti qui els va compondre el seu segon quartet de corda que va ser estrenat a Baden-Baden el 14 de desembre de 1969.

### Membres
- Walter Levin, violin
- Henry W. Meyer, violin
- Peter Kamnitzer, viola
- Richard Kapuscinski, violoncello
- Max Felde (1946-1949), viola
- Jack Kirstein (1955-1975)
- Lee Fiser, violoncello

### Premis
En la seva esplèndida carrera de cambra, el quartet va estar dues vegades nominats als premis Grammy, van guanyar el Grand Prix du Disque, i també el Deutscher Schallplattenpreis, aquest últim per la gravació dels quatre quartets de corda de Zemlinsky.